# Japanisches Stockschwämmchen
Das Japanische Stockschwämmchen (Pholiota nameko), auch Nameko (jap. 滑子), Toskanapilz oder Goldkäppchen genannt, ist ein Pilz aus der Gattung der Schüpplinge. Er lebt saprobiontisch und hat vor allem als Bestandteil der japanischen Küche eine große Bedeutung.

## Merkmale

### Makroskopische Merkmale
Der Pilz hat halbkugelige bis gewölbte, 3–8 cm breite, orangebraune Hüte mit schleimiger und glänzender Oberfläche. Die gelblich braunen bis ockerbraunen Lamellen sind am 5–8 cm langen Stiel angewachsenen und ihre Schneiden sind fein gekerbt. Der Stiel selbst ist an der Spitze gelblich bis hellocker gefärbt und unterhalb des Ringes bräunlich geschuppt. Der bräunliche Ring ist schleimig und nicht lange anhaftend. Das weißliche Fleisch ist im Geruch leicht mehlartig und vom Geschmack her unbedeutend; der Sporenabdruck ist zimtbraun.

### Mikroskopische Merkmale
Die Hyphen verfügen über Schnallen; der Pilz verfügt nicht über Pleurozystiden. Die Pilzsporen haben eine Größe von 4–7 × 2,5–3 µm und sitzen je zu viert auf den Basidien. Das Mycel des Japanischen Stockschwämmchens ist heterothallisch, das heißt, der Pilz ist für die Fortpflanzung auf die Befruchtung durch andere Artgenossen angewiesen.

### Schadbild
An befallenem Holz verursacht das Japanische Stockschwämmchen Weißfäule: Das Holz verliert zunehmend an Farbe, wird faserig, weich und verliert seine Druckfestigkeit. Im Endstadium der Zersetzung nimmt es schließlich eine schwammige Konsistenz an. Charakteristisch sind hier dunkle Linien – räumlich betrachtet Abgrenzungsschichten –, die am Rand der befallenen Bereiche auftreten und an denen entlang der Pilz die Feuchtigkeit im Holz reguliert.

## Ökologie und Verbreitung

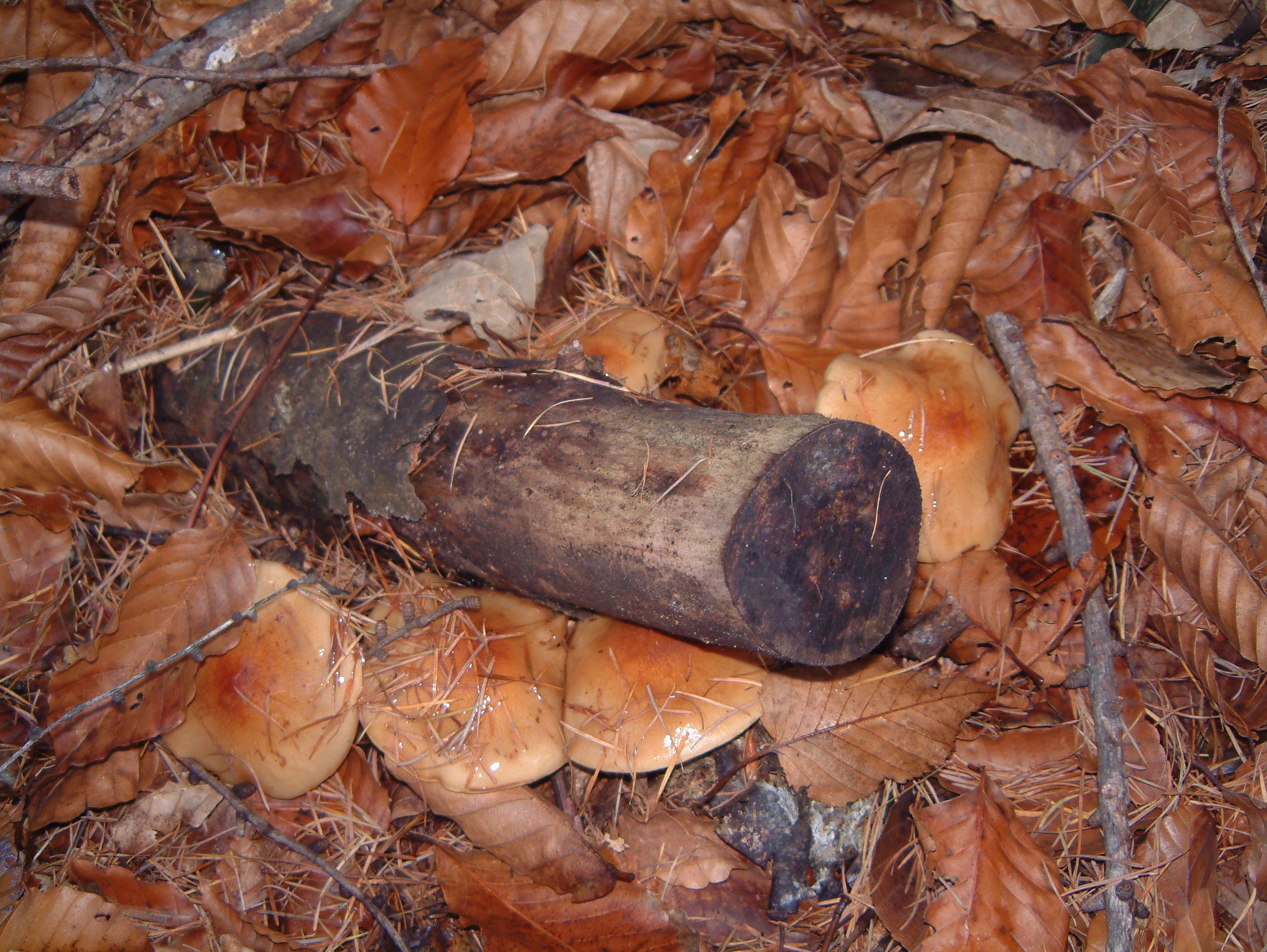
Japanische Stockschwämmchen auf Totholz der Buche.

Das Japanische Stockschwämmchen ist ein saprobiontischer Holzbewohner und kommt ursprünglich nur auf den ostasiatischen Inseln vor. In Europa ist es lediglich in Kultur zu finden. Der Pilz besiedelt in erster Linie abgestorbenes Holz von Eichen und Buchen.

## Systematik
Innerhalb der Gattung Pholiota steht das Japanische Stockschwämmchen relativ isoliert. Die schleimige Oberfläche des Fruchtkörpers sowie fehlende Pleurozystiden und für diese Gattung eigentlich charakteristischen Hutschuppen führten dazu, dass die taxonomische Einordnung dieser Art lange Zeit umstritten war. Der Pilz wurde deshalb auch oft in Untergattungen wie Hemipholiota oder die mit den Schüpplingen nahe verwandte Gattung Kuehneromyces gestellt. Jüngere Vergleiche der ribosomalen DNS innerhalb der Gattung Pholiota ergaben eine nahe Verwandtschaft von Pholiota nameko zu den Arten P. aurivella, P. limonella und P. adiposa. Für das Japanische Stockschwämmchen werden keine Varietäten anerkannt.

## Bedeutung

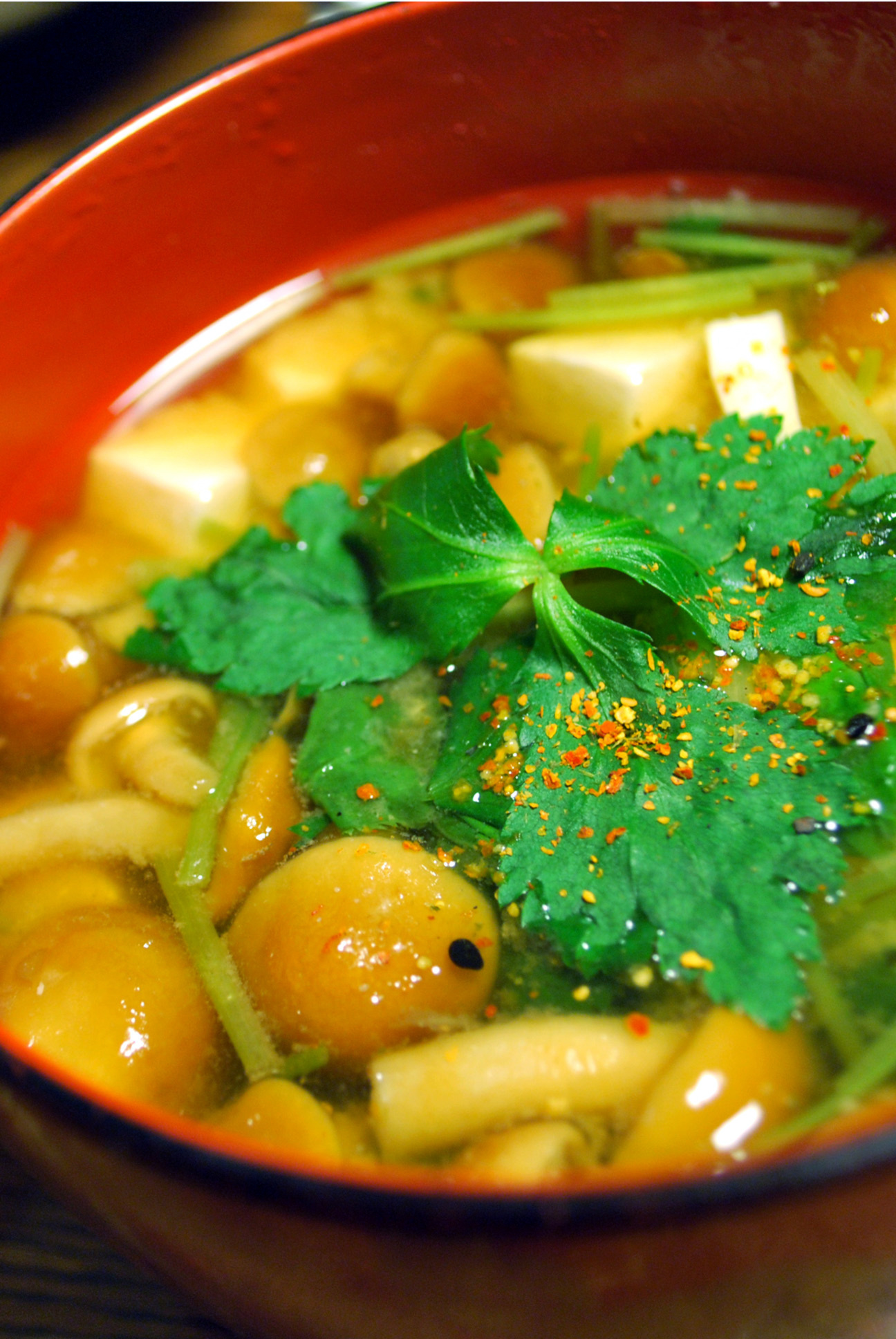
Misosuppe mit Japanischen Stockschwämmchen

In Japan und anderen ostasiatischen Länder ist dieser Pilz ein beliebter Speisepilz und wird vor allem in Misosuppen, Soba und Nabemono gegessen. Zu diesem Zweck wird das Japanische Stockschwämmchen, wie auch andere essbare Holzzersetzer, in Kultur angebaut. Dabei wurden bis in die erste Hälfte des 20. Jahrhunderts von dem Pilz befallene Holzstämme in Wasser gelegt. Anschließend wurde dieses mit Sporen getränkte Wasser auf zurechtgesägten Holzstücken ausgebracht. Dieses Verfahren funktionierte dadurch, dass das Japanische Stockschwämmchen auch Holz besiedeln kann, das noch lebende Zellen enthält. 1931 wurde erstmals Sägespäne als Substrat verwendet. Diese Methode setzte sich in der Folge durch und wurde in den 1960er Jahren durch die Zugabe von Weizenkleie optimiert.  Pilzzucht hat eine lange Tradition in Japan, ist jedoch auch mit Gesundheitsrisiken verbunden. Die Sporen des Japanischen Stockschwämmchens können, über einen langen Zeitraum eingeatmet, zu einer chronischen Lungenentzündung führen, die in Japan auch als „Pilzzüchter-Lunge“ bekannt ist.
Auch in China wird dieser Pilz vermehrt im großen Maßstab angebaut. So nahm die Produktion von einer Tonne in Kultur erzeugter Pilze im Jahr 1986 auf 172 Tonnen im Jahr 2003 zu. Damit steht das Japanische Stockschwämmchen an zehnter Stelle der meistangebauten Zuchtpilze in China.